# Lower Hardres
Lower Hardres är en ort i grevskapet Kent i sydöstra England. Orten ligger i distriktet Canterbury och civil parishen Lower Hardres and Nackington, cirka 5 kilometer söder om Canterbury. Tätorten (built-up area) Lower Hardres and Street End hade 301 invånare vid folkräkningen år 2021.
Den tidigare civil parishen Lower Hardres namnändrades den 1 april 2019 till Lower Hardres and Nackington. Civil parishen Nackington inkorporerades in i Lower Hardres den 1 april 1934. Civil parishen Lower Hardres hade 254 invånare år 1931.
Lower Hardres nämndes i Domedagsboken (Domesday Book) år 1086, och kallades då Hardes.